# Province de Mwaro
La province de Mwaro est une province du Burundi. Créée le 20 janvier 1999[réf. souhaitée], la province porte le nom de sa capitale, Mwaro.
La première personne à avoir gouverné cette province est Nestor Niyungeko[réf. souhaitée]. Depuis le 5 novembre 2012, la province est gouvernée par Polydore Ndayirorere[réf. souhaitée]. Elle est aussi la dernière province à avoir une route goudronnée malgré la petite distance qui la sépare de Bujumbura[réf. souhaitée].

## Création
La province de Mwaro a été créée le 20 janvier 1999. Avant sa création, elle faisait partie de la province de Muramvya et était administrativement gérée comme un arrondissement. La province de Mwaro compte six communes :
1. Bisoro
2. Gisozi
3. Kayokwe
4. Ndava
5. Rusaka
6. Nyabihanga

## Géographie
Mwaro est bordée par les provinces de Bururi, Gitega, Bujumbura Rural et Muramvya. Elle est aussi dotée de potentialités agropastorales importantes. En effet, elle jouit des climats de hautes altitudes (région naturelle de Mugamba et de Bututsi),de moyennes altitudes(région naturelle de kirimiro) ce qui fait qu'elle peut intégrer toutes les cultures et plantes régionales cultivées sur le territoire burundais, y compris le thé et le café, la banane et le blé, la pomme de terre et la patate douce et le riz de moyennes altitudes.

## Agro-économie
La province de Mwaro abrite les sociétés agropastorales les plus importantes du pays à savoir[réf. nécessaire] : le projet Mugamba Nord (pour l'élevage), l'ISABU-Gisozi (pour l'agriculture en général), ATKI (pour le thé), la SOGESTAR (pour le café) et le Prothem Usine (pour le thé)[réf. nécessaire].

## Académie
Le taux de scolarisation dans la province de Mwaro est l'un des plus élevés du pays[réf. souhaitée]. Cette province abrite l'université de Mwaro (ouverte en 2001) qui est située à Kibumbu.

## Santé
Le sanatorium de Kibumbu pour la tuberculose est l'un des quatre hôpitaux spécialisés du pays et est le seul de son genre au Burundi. Le CEMUBAC (Centre d'études médicales de l'université de Bruxelles en Afrique centrale), après des prospections pour la lutte contre la tuberculose et après l'intervention du FBEI (Fonds du bien-être indigène), a inauguré en 1953 le sanatorium de Kibumbu. Cet hôpital a largement contribué à la réduction de la tuberculose dans la province et les régions environnantes.